# Rebecca Johnston
Rebecca Johnston, född den 24 september 1989 i Sudbury i Ontario, är en kanadensisk ishockeyspelare som spelar för Calgary Inferno i CWHL och Kanadas damlandslag i ishockey.
Hon tog OS-guld i damernas ishockeyturnering i samband med de olympiska ishockeytävlingarna 2010 i Vancouver och 2014 i Sotji. Vid hockeyturneringen vid olympiska vinterspelen 2018 i Pyeongchang tog hon en silvermedalj.
Hon är syster till ishockeyspelaren Ryan Johnston, som spelar för Montreal Canadiens i National Hockey League (NHL) och brorsdotter till ishockeytränaren Mike Johnston, som tränade NHL-organisationen Pittsburgh Penguins mellan 25 juni 2014 och 13 december 2015.